# Нектарка бронзова
Некта́рка бронзова (Nectarinia kilimensis) — вид горобцеподібних птахів родини нектаркових (Nectariniidae). Мешкає в Східній, Центральній і Південній Африці.

## Підвиди
Виділяють три підвиди:
- N. k. kilimensis Shelley, 1885 — від сходу ДР Конго і південної Уганди до ценитральної Кенії і північної Танзанії;
- N. k. arturi Sclater, PL, 1906 — від південної Танзанії до східного Зімбабве;
- N. k. gadowi Sclater, PL, 1906 — захід центральної Анголи.

## Поширення і екологія
Бронзові нектарки поширені в Демократичної Республіці Конго, Кенії, Танзанії, Уганді, Руанді, Бурунді, Малаві, Замбії, Зімбабве, Мозамбіку і Анголі. Вони живуть у саванах, у вологих тропічних лісах і чагарникових заростях, на луках, полях і плантаціях, у парках і садах. Зустрічаються на висоті від 1000 до 2350 м над рівнем моря. Живляться нектаром, комахами і павуками. Сезон розмноження триває з вересня по травень з піком у жовтні-грудні. В кладці 1—2 яйця. Інкубаційний період триває 16—21 день. Будують гніздо, насиджують яйця і виховують пташенят лише самиці.